# Comuna Radîvanivka, Kameanka
Radîvanivka (în ucraineană Радиванівка) este o comună în raionul Kameanka, regiunea Cerkasî, Ucraina, formată din satele Oleanîne și Radîvanivka (reședința).

## Demografie
Componența lingvistică a comunei Radîvanivka
     Ucraineană (98,04%)
     Rusă (1,82%)
Conform recensământului din 2001, majoritatea populației comunei Radîvanivka era vorbitoare de ucraineană (98,04%), existând în minoritate și vorbitori de rusă (1,82%).